# آرامش در حضور دیگران (نمایشنامه)
آرامش در حضور دیگران نمایشنامه‌ای از محمد چرمشیر است که در کتابی که انتشارات نیلا منتشر کرده‌است، به‌عنوان دومین نمایشنامه چاپ شده‌است. این نمایشنامه بارها در سالن‌های تئاتر شهرهای مختلف به‌روی صحنه رفته‌است.

## انتشار
آرامش در حضور دیگران دومین نمایشنامه در کتابِ داستان دور و دراز و فراموش‌نشدنی و سراسر پند و اندرز سفر سلطان‌‌ابن‌سلطان و خاقان‌ابن‌خاقان به دیار فرنگ به‌روایت مرد مشکوک است. نمایشنامه اول این کتاب به عنوان آن اختصاص دارد. 

## شخصیت‌ها
۲ بازیگر زن و ۳ بازیگر مرد و صدای یک مرد شخصیت‌های این نمایشنامه هستند.